# Samoas fotbollsförbund
Samoas fotbollsförbund, officiellt Football Federation Samoa, är ett specialidrottsförbund som organiserar fotbollen i Samoa.
Förbundet grundades 1968 och gick med i OFC 1986. De anslöt sig till Fifa år 1986. Samoas fotbollsförbund har sitt huvudkontor i staden Apia.